# José Ignacio Peleteiro Ramallo
José Ignacio Peleteiro Ramallo (16 de juny de 1991), més conegut com a Jota o Jota Peleteiro, és un exfutbolista professional gallec que jugava com a mitjapunta. Es va formar a les categories inferiors del Celta de Vigo, però només va poder jugar un grapat de vegades amb el primer equip; malgrat haver jugat sovint amb el Celta de Vigo B.